# Daddy (Pussycat)
Daddy is een lied van Pussycat. Het verscheen in 1979 op een single en hun album Simply to be with you. Zowel dit als het nummer op de B-kant, Three steps and then, werd geschreven door Werner Theunissen. De single werd geproduceerd door Eddy Hilberts en het arrangement kwam van Paul Natte.
De vader in het lied is een zeeman die de zeven zeeën heeft bevaren, van Engeland tot en Japan. Hij vertelde zijn dochter dat het beter thuis wonen is en dit is was zij zelf ook ontdekt.

## Hitnoteringen
| Daddy in de Nederlandse Top 40 van 01-09-1979 t/m 20-10-1979 | Daddy in de Nederlandse Top 40 van 01-09-1979 t/m 20-10-1979 | Daddy in de Nederlandse Top 40 van 01-09-1979 t/m 20-10-1979 | Daddy in de Nederlandse Top 40 van 01-09-1979 t/m 20-10-1979 | Daddy in de Nederlandse Top 40 van 01-09-1979 t/m 20-10-1979 | Daddy in de Nederlandse Top 40 van 01-09-1979 t/m 20-10-1979 | Daddy in de Nederlandse Top 40 van 01-09-1979 t/m 20-10-1979 | Daddy in de Nederlandse Top 40 van 01-09-1979 t/m 20-10-1979 | Daddy in de Nederlandse Top 40 van 01-09-1979 t/m 20-10-1979 | Daddy in de Nederlandse Top 40 van 01-09-1979 t/m 20-10-1979 |
| Week                                                         | 1                                                            | 2                                                            | 3                                                            | 4                                                            | 5                                                            | 6                                                            | 7                                                            | 8                                                            |                                                              |
| ------------------------------------------------------------ | ------------------------------------------------------------ | ------------------------------------------------------------ | ------------------------------------------------------------ | ------------------------------------------------------------ | ------------------------------------------------------------ | ------------------------------------------------------------ | ------------------------------------------------------------ | ------------------------------------------------------------ | ------------------------------------------------------------ |
| Positie                                                      | 26                                                           | 19                                                           | 15                                                           | 14                                                           | 19                                                           | 30                                                           | 35                                                           | 39                                                           | uit                                                          |

| Daddy in de Nationale Hitparade van 08-09-1979 t/m 20-10-1979 | Daddy in de Nationale Hitparade van 08-09-1979 t/m 20-10-1979 | Daddy in de Nationale Hitparade van 08-09-1979 t/m 20-10-1979 | Daddy in de Nationale Hitparade van 08-09-1979 t/m 20-10-1979 | Daddy in de Nationale Hitparade van 08-09-1979 t/m 20-10-1979 | Daddy in de Nationale Hitparade van 08-09-1979 t/m 20-10-1979 | Daddy in de Nationale Hitparade van 08-09-1979 t/m 20-10-1979 | Daddy in de Nationale Hitparade van 08-09-1979 t/m 20-10-1979 | Daddy in de Nationale Hitparade van 08-09-1979 t/m 20-10-1979 |
| Week                                                          | 1                                                             | 2                                                             | 3                                                             | 4                                                             | 5                                                             | 6                                                             | 7                                                             |                                                               |
| ------------------------------------------------------------- | ------------------------------------------------------------- | ------------------------------------------------------------- | ------------------------------------------------------------- | ------------------------------------------------------------- | ------------------------------------------------------------- | ------------------------------------------------------------- | ------------------------------------------------------------- | ------------------------------------------------------------- |
| Positie                                                       | 30                                                            | 13                                                            | 24                                                            | 31                                                            | 28                                                            | 31                                                            | 47                                                            | uit                                                           |

| Daddy in de Vlaamse Ultratop 30 van 22-09-1979 t/m 06-10-1979 | Daddy in de Vlaamse Ultratop 30 van 22-09-1979 t/m 06-10-1979 | Daddy in de Vlaamse Ultratop 30 van 22-09-1979 t/m 06-10-1979 | Daddy in de Vlaamse Ultratop 30 van 22-09-1979 t/m 06-10-1979 | Daddy in de Vlaamse Ultratop 30 van 22-09-1979 t/m 06-10-1979 |
| Week                                                          | 1                                                             | 2                                                             | 3                                                             |                                                               |
| ------------------------------------------------------------- | ------------------------------------------------------------- | ------------------------------------------------------------- | ------------------------------------------------------------- | ------------------------------------------------------------- |
| Positie                                                       | 28                                                            | 19                                                            | 30                                                            | uit                                                           |

| Daddy in de Vlaamse BRT Top 30 van 22-09-1979 t/m 06-10-1979 | Daddy in de Vlaamse BRT Top 30 van 22-09-1979 t/m 06-10-1979 | Daddy in de Vlaamse BRT Top 30 van 22-09-1979 t/m 06-10-1979 | Daddy in de Vlaamse BRT Top 30 van 22-09-1979 t/m 06-10-1979 | Daddy in de Vlaamse BRT Top 30 van 22-09-1979 t/m 06-10-1979 |
| Week                                                         | 1                                                            | 2                                                            | 3                                                            |                                                              |
| ------------------------------------------------------------ | ------------------------------------------------------------ | ------------------------------------------------------------ | ------------------------------------------------------------ | ------------------------------------------------------------ |
| Positie:                                                     | 19                                                           | 20                                                           | 24                                                           | uit                                                          |